# Mérymontou
Mérymontou, est un fils de Ramsès II.

## Biographie
Mérymontou, dont le nom signifie « Bien-aimé de Montou », est représenté à Ouadi-es-Seboua et à Abydos.
Il figure en 31e position des fils de Ramsès II.
Son destin est obscur.